# ایوب زامباتارو
ایوب زامباتارو (انگلیسی: Eyob Zambataro؛ زادهٔ ۱۸ اوت ۱۹۹۸) بازیکن فوتبال است.
از باشگاه‌هایی که در آن بازی کرده‌است می‌توان به باشگاه فوتبال پادوا و باشگاه فوتبال آتالانتا اشاره کرد.